# جوایز انیمه کرانچی‌رول
جوایز انیمه کرانچی‌رول (به انگلیسی: Crunchyroll Anime Awards) که تحت عنوان جوایز انیمه (به انگلیسی: The Anime Awards) هم شناخته می‌شود، مراسمی است که توسط سرویس پخش انیمه کرانچی‌رول به بهترین انیمه سال جایزه اهدا می‌شود. این مراسم در دسامبر ۲۰۱۶ معرفی شد و اولین بار در ژانویه ۲۰۱۷ اجرا شد.
هفتمین مراسم به صورت حضوری در ۴ مارس ۲۰۲۳ در توکیو ژاپن برگزار شد و سایبرپانک: اج رانرز برنده جایزه بهترین انیمه سال شد.

## پروسه
مراسم دارای دو دور رأی‌گیری است. در دور اول، هر داور حداکثر پنج نامزد را در هر دسته ارائه می‌دهد. شش نامزدی که بیشترین تعداد نامزدی تجمعی را کسب کنند در فهرست نهایی قرار خواهند گرفت. در طول دوره رای‌گیری که به مدت یک هفته به طول می‌انجامد، عموم مردم می‌توانند هر روز یک نامزد را در هر دسته انتخاب کنند. برندگان هر بخش، آثاری هستند که بیشترین رای را از داوران و مردم کسب کرده باشند. ۷۰ درصد آرا از سوی داوران و ۳۰ درصد از نتایج رای‌گیری عمومی حاصل می‌شود.
هر انیمه ای که عمدتاً در ژاپن تولید شده باشد و از نوامبر دو سال قبل از سپتامبر سال گذشته به‌طور قانونی در تلویزیون یا به صورت آنلاین در ژاپن منتشر شود، واجد شرایط نامزدی است. به‌طور مثال برای هفتمین مراسم، هر انیمه ای که از نوامبر ۲۰۲۱ تا سپتامبر ۲۰۲۲ منتشر شده باشد، واجد شرایط است.
مجموعه دسته‌هایی که ارائه خواهد شد برای هر سال تغییر می‌کند و هفتمین مراسم دارای ۳۱ دسته بود.